# Beaver Pass
Beaver Pass är ett bergspass i Kanada.   Det ligger i provinsen British Columbia, i den centrala delen av landet, 3 400 km väster om huvudstaden Ottawa. Beaver Pass ligger 1 236 meter över havet.
Terrängen runt Beaver Pass är kuperad. Trakten runt Beaver Pass är nära nog obefolkad, med mindre än två invånare per kvadratkilometer..
I omgivningarna runt Beaver Pass växer i huvudsak barrskog.